# Van Gogh pintando girasoles
Van Gogh pintando girasoles (en francés Van Gogh peignant des tournesols) es un cuadro de Paul Gauguin, hecho en 1888 en Arlés, donde retrata a Vincent van Gogh. Se conserva en el Museo van Gogh de Ámsterdam. Se conoce por la referencia núm. 296 del catálogo de Wildenstein de 1964, y núm. 326 del catálogo de 2001 (W.296; W.326).

## Contexto

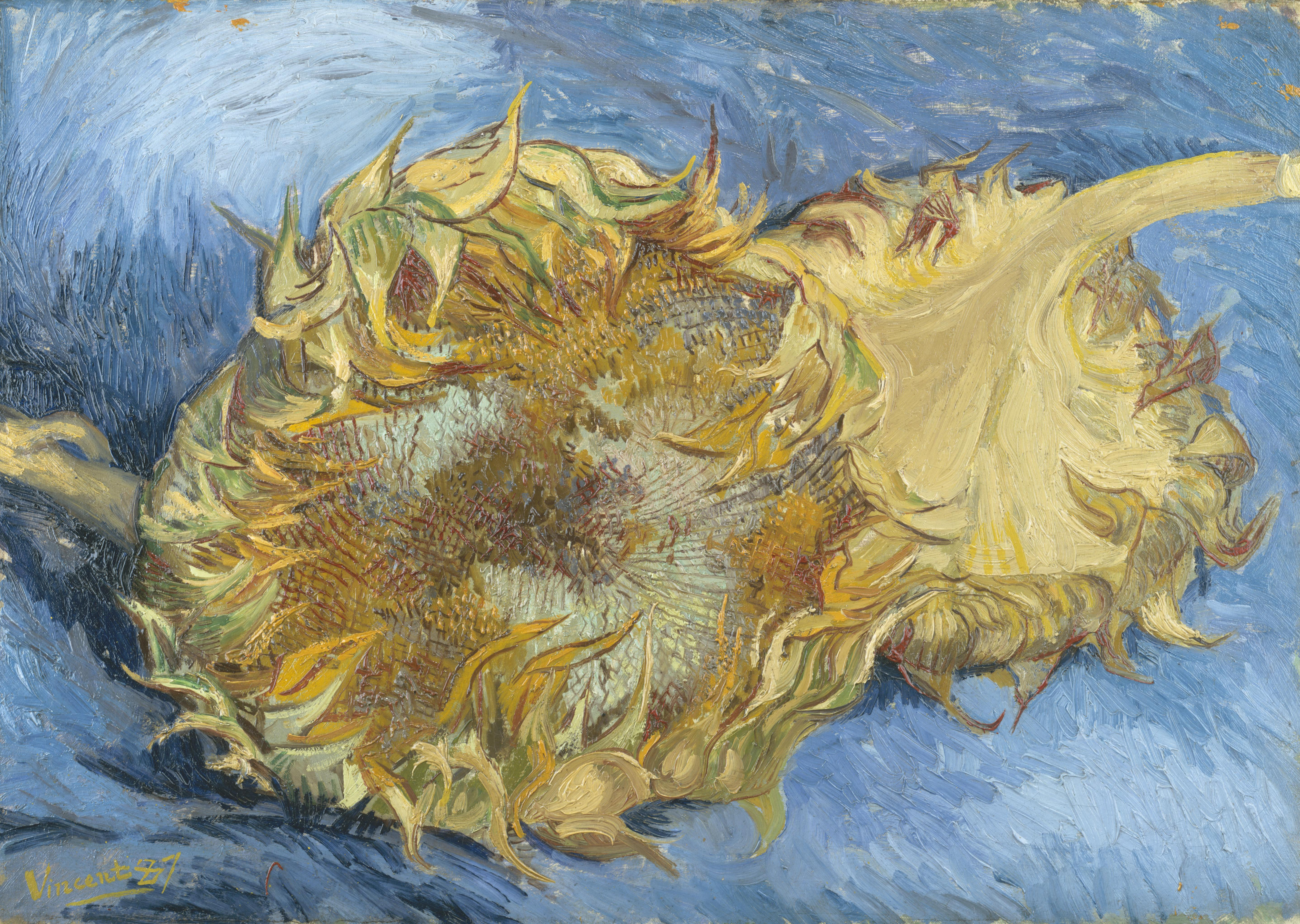
Dos girasoles (1887), Vincent van Gogh.

Los girasoles, uno de los temas favoritos de van Gogh, se han convertido en un símbolo de la relación entre los dos pintores. Cuando se conocieron en París, en 1887, Gauguin le pidió intercambiar el cuadro Dos girasoles por uno de los suyos.
En 1888 convivieron durante dos meses en Arlés, en la llamada «Casa Amarilla». Van Gogh, en espera de Gauguin, decoró su habitación con cuadros de girasoles. Gauguin la describe de esta forma:

En mi habitación amarilla había girasoles de ojos púrpura sobre un fondo amarillo. Estaban en un jarrón amarillo sobre una mesa amarilla. En una esquina del cuadro estaba la firma del pintor: Vincent. El sol amarillo que brillaba a través de las cortinas amarillas de la habitación inundaba de oro toda esta magnífica flor [...] Oh, sí, el divino Vincent amaba el amarillo [...] yo adoraba el rojo.

La relación entre los dos artistas fue intensa. Se admiraban mutuamente y a la vez rivalizaban y discutían hasta que la relación terminó repentinamente de forma trágica. Van Gogh trabajaba de forma rápida e impulsiva. Gauguin prefería unos trabajos más elaborados, con diferentes estudios preliminares. Gauguin lo resume en una anécdota:

Vincent quiso preparar una sopa, pero no sé cómo mezcló los ingredientes, indudablemente como mezclaba los colores en sus cuadros. El caso es que no nos la pudimos comer.

## Descripción

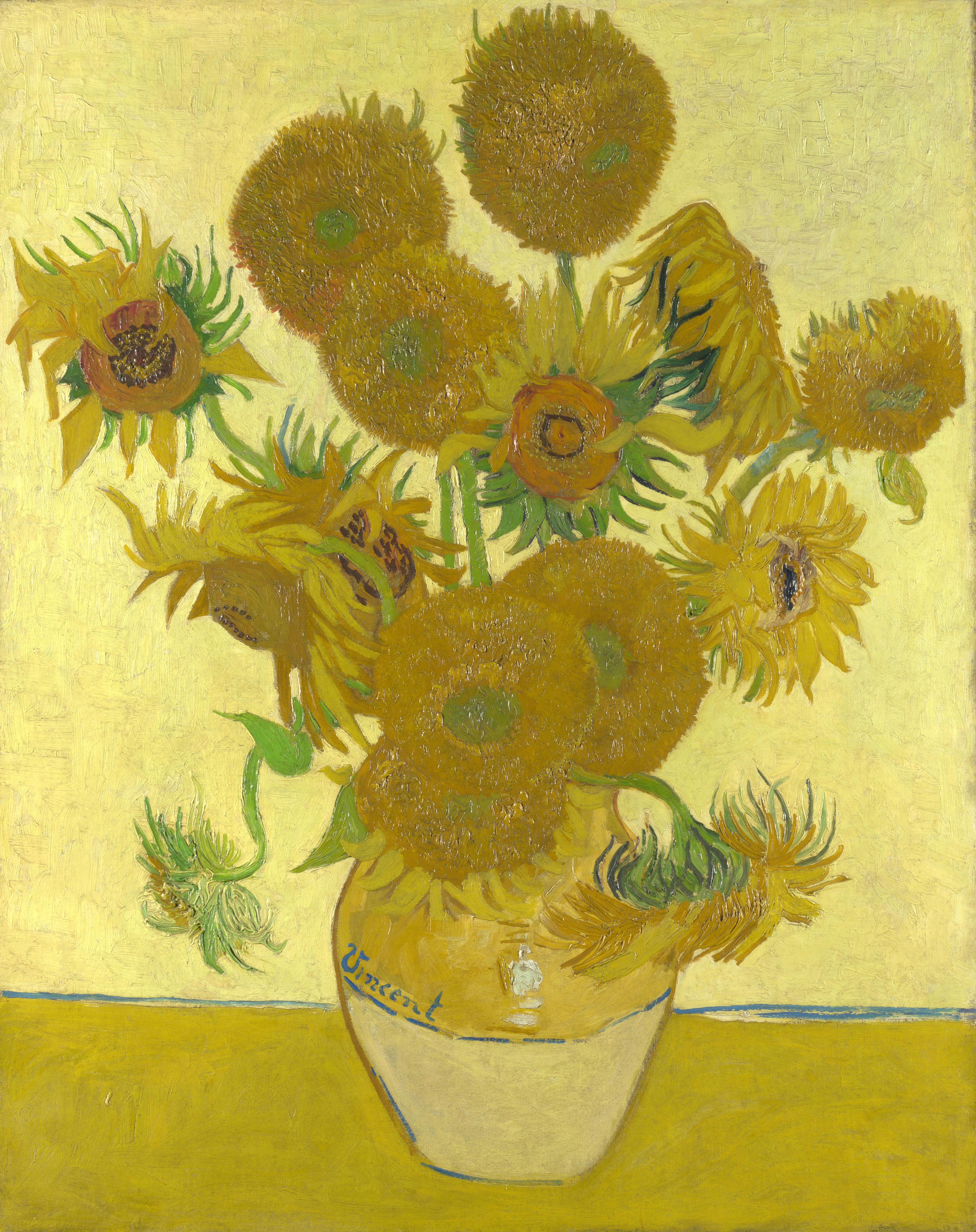
Jarro con quince girasoles (1888), Vincent van Gogh.

La escena está tomada desde arriba. El encuadre recorta los componentes esenciales: el pintor, la paleta, el caballete y la mesa con el jarrón de girasoles. El centro del cuadro queda bastante vacío. La tela es de cañamazo con una superficie granular. Gauguin aplicaba pintura relativamente seca en una capa fina.
El retrato de Van Gogh pintando girasoles refleja la tensión entre los dos pintores. La mirada es trastornada, extiende el brazo y maneja el pincel de forma forzada como un autómata. La posición tensa es una muestra de su inestabilidad. El contraste del fondo, con líneas de color horizontal sin contenido, resaltan el ánimo del pintor. Van Gogh reconoce su estado: «Era yo realmente, tal como estaba entonces, extremadamente cansado y cargado de tensión.» Según Gauguin, la apreciación de van Gogh fue: «Soy yo realmente, pero enloquecido».
El cuadro fue pintado a principios de diciembre, cuando los girasoles no están en flor. Van Gogh había hecho una primera serie de cuadros de girasoles en agosto del mismo año, antes de la llegada de Gauguin, y una segunda en enero de 1889, después de que partiera. Por lo tanto, Gauguin no coincidió con van Gogh pintando girasoles. Pero una de las versiones, Jarrón con quince girasoles (1888), formaba parte de la decoración de su habitación en la «Casa Amarilla». Con ello Gauguin pone de relieve otra de las diferencias que tenían. Mientras él prefería pintar de memoria, combinando diferentes elementos, van Gogh abogaba por pintar los modelos de la observación directa de la naturaleza.

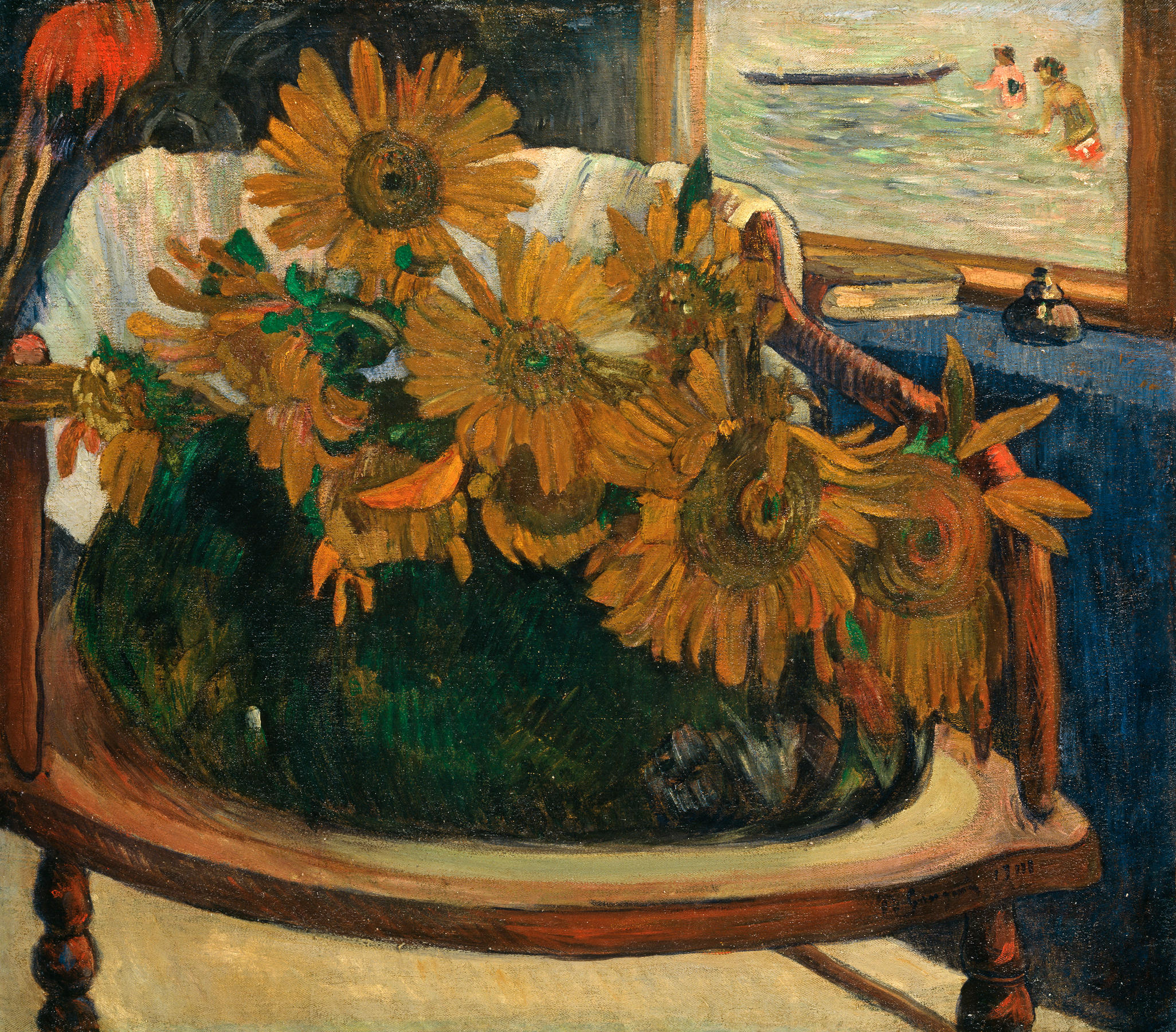
Naturaleza muerta con girasoles sobre una butaca (I) (1901).
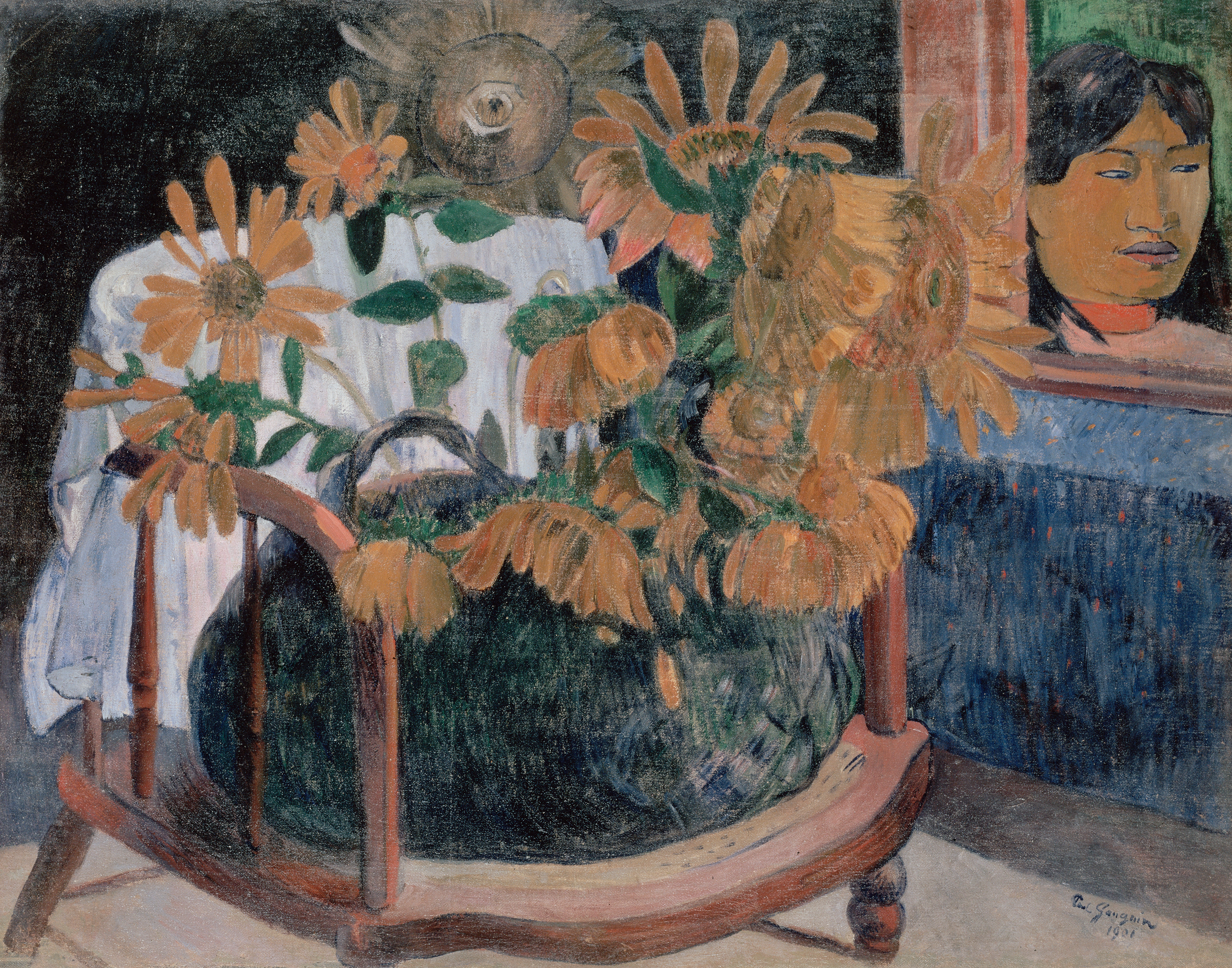
Naturaleza muerta con girasoles sobre una butaca (II) (1901).
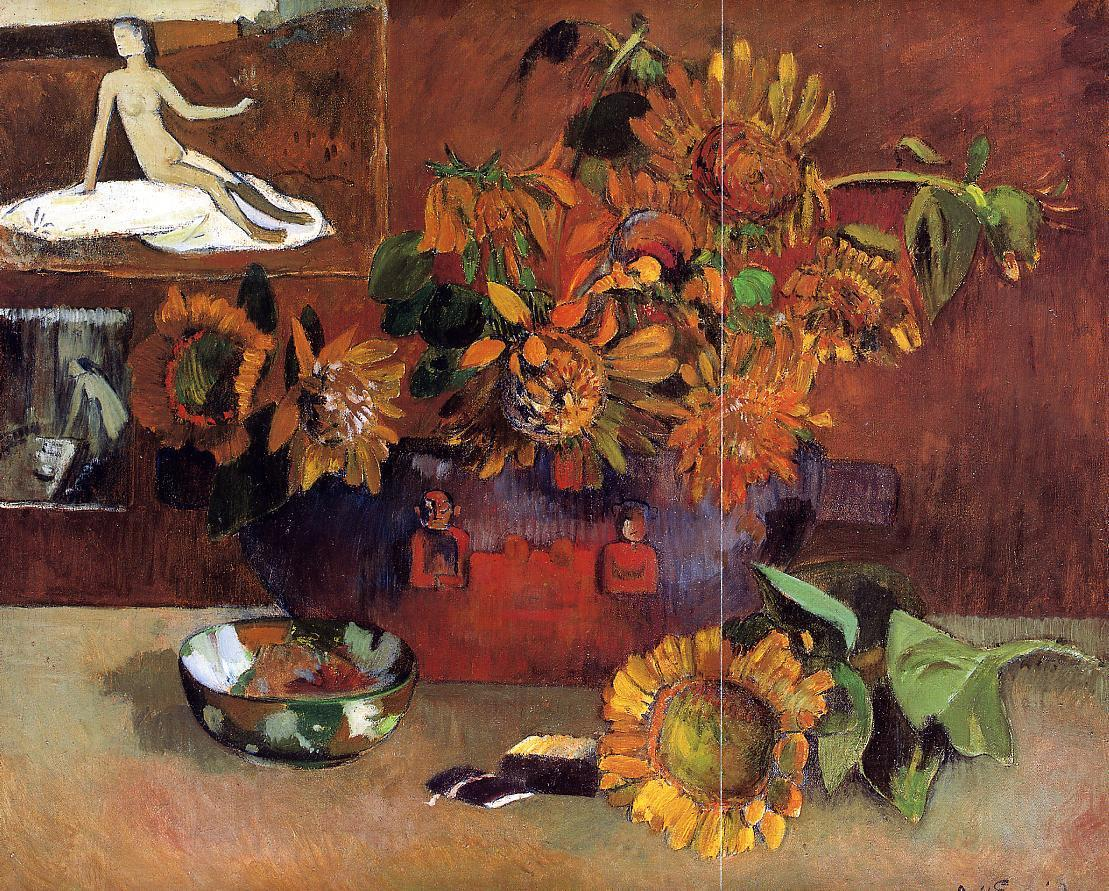
Naturaleza muerta con La Espezanza (1901).

Años después, en 1901, cuando Gauguin ya se encontraba en la Polinesia, pidió que le enviaran semillas europeas y pintó cuatro naturalezas muertas con girasoles, en un tributo y un recuerdo a su compañero.